# Iasna
Iasna (em avéstico: Yasna) é o principal ritual do zoroastrismo e o mais longo texto litúrgico recitado durante a realização diária do ritual. Tem suas raízes em práticas cúlticas indo-iranianas, derivando de rituais comuns ligados à preparação da bebida sagrada (em avéstico: haoma; em védico: sóma) e do sacrifício animal, retraduzido hoje na manteiga clarificada (gōšudāg) consumida com o pão (drōn). Seu objetivo é a manutenção da integridade cósmica da criação de Aúra-Masda.